# Norizan Bakar
Norizan bin Bakar (Perlis, 27 gennaio 1961) è un allenatore di calcio ed ex calciatore malese, di ruolo centrocampista.

## Carriera

### Giocatore
Ha giocato per tutta la carriera al Perlis.

### Allenatore
Comincia la propria carriera nel 2003, allenando il Perlis. Nel 2005 firma un contratto con il Penang. Nel settembre 2005 viene nominato commissario tecnico della Nazionale malese, con cui partecipa alla Coppa d'Asia 2007. Mantiene l'incarico fino al 22 luglio 2007. Nel 2008 diventa allenatore del Kelantan. Nel gennaio 2011 firma un contratto con il Perak.